# Bronchiectasia
La bronchiectasia è una malattia in cui si riscontra una dilatazione irreversibile di una porzione dell'albero bronchiale dei polmoni. I sintomi tipicamente includono una tosse cronica produttiva di muco. Altri sintomi includono mancanza di respiro, tosse con sangue e dolore toracico. Possono riscontrarsi anche un respiro sibilante e le dita ippocratiche, anche se quest'ultime sono rare. I pazienti con questa malattia spesso accusano frequenti infezioni polmonari.

## Descrizione
Le bronchiectasie possono derivare da una serie di cause infettive e acquisite, tra cui la polmonite, la tubercolosi, problemi al sistema immunitario e la fibrosi cistica, aspergillosi broncopolmonare allergica, infezioni in stato di immunodeficienza, tumori polmonari e bronchiali, sindrome di Kartagener, alterazioni della clearance muco-ciliare, artrite reumatoide, alcolismo ed esposizione a gas tossici come l'ammoniaca. Quasi tutti i casi di fibrosi cistica si traducono in gravi bronchiectasie. La malattia è causata dal collasso delle vie aeree a causa di una eccessiva risposta infiammatoria. I bronchi coinvolti si allargano e quindi non sono in grado di eliminare le secrezioni. Queste secrezioni aumentano la quantità di batteri nei polmoni, provocando l'ostruzione delle vie aeree e un loro conseguente ulteriore collasso. È classificata come una malattia polmonare ostruttiva, insieme alla broncopneumopatia cronica ostruttiva e all'asma. La diagnosi viene formulata sulla base dei sintomi di una persona e confermata con la tomografia computerizzata. La coltura dell'espettorato può essere utile per determinare il trattamento per coloro che dimostrano un peggioramento acuto.
Il peggioramento può verificarsi a causa di un'infezione e in questi casi gli antibiotici sono raccomandati, in particolare l'amoxicillina e in coloro che sono allergici si può optare per l'eritromicina o la doxiciclina. Gli antibiotici possono essere utilizzati anche per prevenire il peggioramento della malattia. Tecniche di liberazione delle vie aeree, un tipo di fisioterapia, possono essere consigliati. Farmaci per dilatare le vie aeree possono essere utili per alcuni ma non vi sono evidenze chiare per la loro efficacia per tutti i pazienti. L'uso di steroidi per via inalatoria non si è dimostrato utile. Il ricorso alla chirurgia, benché frequentemente preso in considerazione, non è ancora stato ben studiato. Il trapianto di polmone può essere un'opzione in quelli con malattia molto grave. Anche se la malattia può causare notevoli problemi di salute molte persone riescono a condurre una vita in buone condizioni.
Nel Regno Unito la malattia colpisce circa l'1 per 1000 degli adulti. La condizione si riscontra più frequentemente nelle donne e aumenta con l'età. È stata descritta per la prima volta da René Laennec nel 1819. Nei soli Stati Uniti, i costi economici sono stimati in 630.000.000 di dollari all'anno.

## Segni e sintomi
Alcune persone con bronchiectasie possono accusare una tosse produttiva di muco (espettorato) verde/giallo (fino a 240 mL al giorno). Le bronchiectasie possono anche peggiorare presentandosi con tosse con sangue (emottisi) in assenza di espettorato, tale situazione è chiamata "bronchiectasia secca". Le espettorazioni possono verificarsi anche senza un preciso colore. Le persone con bronchiectasie possono avere l'alito cattivo, indicativo di una infezione attiva. Infezioni bronchiali frequenti e dispnea sono due possibili indicatori di bronchiectasia. Crepitii e ronchi espiratori possono essere uditi all'auscultazione.

## Diagnosi
La bronchiectasia può essere diagnosticata clinicamente o grazie a tecniche di imaging biomedico. La British Thoracic Society raccomanda che tutte le bronchiectasie non legate alla fibrosi cistica siano valutate per mezzo della tomografia computerizzata (TC). La TC può rivelare anomalie nell'albero bronchiale, dilatazione di bronchi dilatati e cisti con contorni definiti.
Altre indagini che in genere vengono eseguite al momento della diagnosi sono le analisi del sangue, la coltura dell'espettorato e, talvolta, test per malattie genetiche specifiche.